# Lambrugo

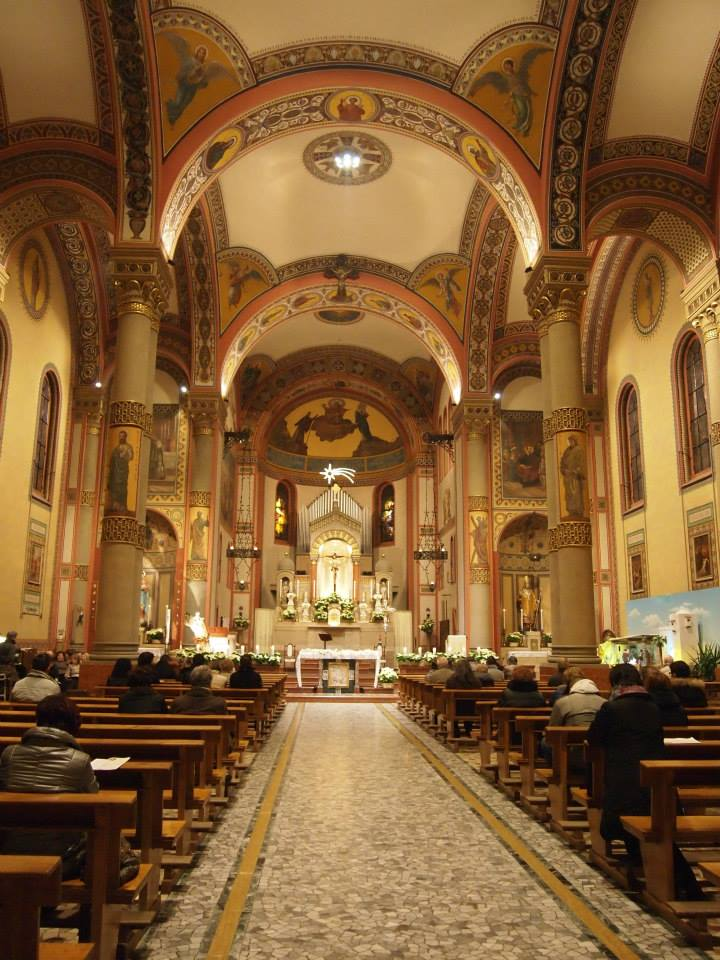
Lambrugo

Lambrugo là một đô thị ở tỉnh Como trong vùng Lombardia, có cự ly khoảng 30 kilômét (19 mi) về phía bắc của Milano và khoảng 14 kilômét (9 mi) về phía đông nam của Como. Tại thời điểm ngày 31 tháng 12 năm 2004, đô thị này có dân số 2.211 người và diện tích là 1,9 km².
Đô thị Lambrugo có các frazioni (các đơn vị trực thuộc, chủ yếu là các làng) Momberto, Galletto, Cascina Giulia, và Resegone.
Lambrugo giáp các đô thị: Costa Masnaga, Inverigo, Lurago d'Erba, Merone, Nibionno.